# Falihi
Falihi (persiska: فلیحی, Falīḩī) är en ort i Iran.   Den ligger i provinsen Khuzestan, i den centrala delen av landet, 500 km söder om huvudstaden Teheran. Falihi ligger 25 meter över havet och antalet invånare är 170.
Terrängen runt Falihi är platt. Runt Falihi är det ganska tätbefolkat, med 144 invånare per kvadratkilometer. Närmaste större samhälle är Veys, 13,1 km sydväst om Falihi. Trakten runt Falihi är ofruktbar med lite eller ingen växtlighet.